# Agathe François Gouÿe de Longuemare
Agathe François Gouÿe de Longuemare, né le 6 février 1792 à Versailles et mort le 12 février 1866 dans le 6e arrondissement de Paris, est un ornithologue et agent administratif à la Direction des hôpitaux et prisons d'outre-mer du ministère de la Marine et des Colonies.

## Biographie
Son père est Denis Charles François Gouÿe de Longuemare, sa mère Félicité Victoire Sayollé.
Le 2 mai 1811, il est engagé comme élève dans l'administration de la Marine française. Du 7 juillet 1812 au 12 avril 1813, il sert à bord de la canonnière n° 192 de l'armée napoléonienne. Initialement enregistré comme hors service, il retourne au service militaire le 18 mars 1816. De mars 1817 à novembre 1818 il travaille à bord du navire Le Rhône et en février 1819 dans l'administration navale. Jusqu'en juillet 1848, il poursuit sa carrière administrative à Rochefort et à Paris où il travaille comme adjoint administratif au service des hôpitaux et des prisons d'outre-mer (sous-chef de bureau des hôpitaux) au ministère de la Marine et des Colonies.
Il épouse Victoire Françoise Rosalie Joséphine (née Marsy, le 22 mars 1796 à Gisors et morte le 29 octobre 1873 à Paris) le 20 avril 1822. À la mort de son mari, elle reçoit une pension de 1500 francs. Ils ont au moins un fils, Henri Victor Goüye de Longuemare (1823–1890), qui poursuit une carrière similaire à celle de son père.
C'est probablement à Rochefort qu'il rencontre René Primevère Lesson, qui décrit certains colibris de sa collection. Il reçoit de Charles Parzudaki un spécimen qu'il nomme Héliange de Longuemare (Heliangelus clarisse) dans la Revue Zoologique par la Société Cuvierienne. Un an plus tard, une description plus détaillée de lui paraît dans Magasin de zoologie avec une planche du colibri illustré par sa femme, gravée par Christophe Annedouche (en).
En 1840, il est présenté par Sauveur Petit de la Saussaye (1792–1870) comme membre n°184 de la Société Cuvierienne (en). Le 25 avril 1844, il reçoit le titre de chevalier de la Légion d'honneur.
Les épithètes de l'Ermite nain (Phaethornnis longuemareus (Lesson, RP, 1832)) et du Souimanga violet (Anthreptes Longuemarei (Lesson, 1831)), sont nommés en son honneur. Le Colibri de Fanny (Myrtis Fanny (Lesson, 1838)) reçoit le nom de son épouse.

## Publications
- « Oiseaux-mouche nouveau », Revue Zoologique par La Société Cuvierienne, vol. 4,‎ 1841, p. 306 (lire en ligne).
- « G. Oiseaux-Mouche. Ornismia. Curvier. O.M: Clarisse. O. Clarisse. De Longuemare », Magasin de zoologie, d’anatomie comparée et de palaeontologie, vol. 4, t. 2,‎ 1842, p. 1-2 (lire en ligne).